# Aeropuerto de Shirak
El Aeropuerto de Shirak (en armenio: Շիրակ Միջազգային Oդանավակայան, (IATA: LWN, OACI: UDSG) es un aeropuerto internacional y militar ubicado en la ciudad de Gyumri en la provincia de Shirak. El aeropuerto está ubicado a 5 kilómetros del centro de Gyumri. El aeropuerto se inauguró en el 1961, y es el segundo aeropuerto más grande del país, después del aeropuerto Zvartnots en Ereván.

## Historia
La terminal actual se construyó en 1982 por los arquitectos Levon Christophorian y Ruben Asratyan. Debido al Terremoto de Spitak de 1988, el aeropuerto se transformó en inutilizable, y no fue utilizado hasta su renovación parcial en 2004. En el 2006, Armenia empezaba a sentir la necesidad de tener un segundo aeropuerto, especialmente cuando adversas condiciones meteorológicas hacían que muchos vuelos se desviaran del Aeropuerto Internacional de Zvartnots en Ereván al Gyumri. Por esto, nuevos sistemas de radares con distancia de 400 km de detección fueron instalados ese mismo año. En el 2007, la pista de aterrizaje y la rampa de operaciones fueron completamente renovadas, y un sistema de luces Finlandés IDMAN fue instalada. Ese mismo año, el Departamento de Aviación Civil del Gobierno de Armenia le otorgó un certificado de Aeropuerto de Primera Clase de la OACI. En estos momentos se está construyendo una nueva sala de arribos que se estima entrar en operaciones en junio del 2021.

## Visión General
La pista 02 está equipada con un  ILS CAT I, que permite que las aeronaves operen en condiciones de  techo bajo (60 metros) y en situaciones de poca visibilidad (800 metros). El aeropuerto también cuenta con una nueva torre de control, una sala de calderas y una tienda de  duty-free perteneciente a la empresa Dufry, ubicada después de los controles de seguridad. 

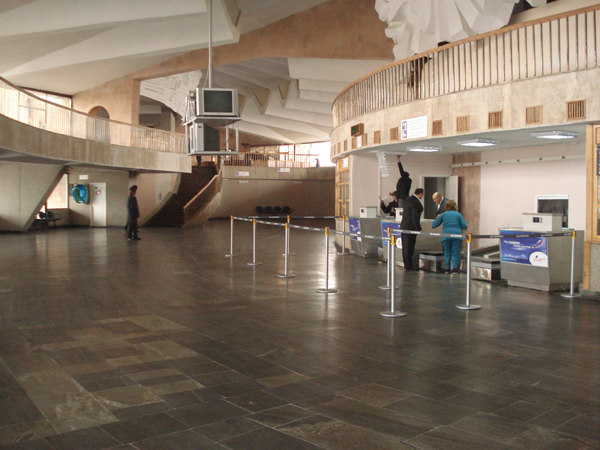
La terminal del aeropuerto

## Aerolíneas y destinos

### Pasajeros
| Aerolíneas | Destinos              |
| ---------- | --------------------- |
| Pobeda     | Moscow–Vnukovo, Sochi |

## Estadística
| Año                                                | 2005   | 2006   | 2007   | 2008   | 2016   | 2017    | 2018    | 2019    |
| -------------------------------------------------- | ------ | ------ | ------ | ------ | ------ | ------- | ------- | ------- |
| Tráfico de partidas                                | 18,800 | 24,011 | 11,339 | 12,911 | 6,593  | 52,828  | 83,574  | 74,103  |
| Tráfico de arribos                                 | 27,300 | 22,399 | 7,291  | 9357   | 5,828  | 52,836  | 82,372  | 73,433  |
| Tráfico total                                      | 46,100 | 46,410 | 18,630 | 22,268 | 12,421 | 105,664 | 165,946 | 147,536 |
| Carga exportada (toneladas)                        | 20     | 3.1    | N/A    | 2.0    | 4      | 1.3     | 0.3     | N/A     |
| Carga importada (toneladas)                        | 126    | 15     | 6.2    | 62.6   | 0.2    | 1       | 0.3     | N/A     |
| Carga total (toneladas)                            | 146    | 18.1   | 6.2    | 64.5   | 4.2    | 2.3     | 0.6     | N/A     |
| Movimientos de aeronaves (despegues y aterrizajes) | 472    | 355    | 166    | 144    | 54     | 372     | 488     | 453     |